# Pont Neuf
Pont Neuf er en bro over Seinen i Paris. Arbejdet med at bygge broen blev påbegyndt i 1578, og den stod færdig i 1607. Det er dermed den ældste bro i Paris, som krydser Seinen. Pont Neuf er 232 meter lang og 22 meter bred.
- Wikimedia Commons har flere filer relateret til Pont Neuf

48°51′26.81″N 2°20′29.82″Ø / 48.8574472°N 2.3416167°Ø